# Шуалей Маром
Шуале́й Маро́м (ивр. עוצבת שועלי מרום‎) — резервная парашютно-десантная бригада Армии обороны Израиля.
Также именуется «Южной», потому что в прошлом это была одна из трех резервных парашютно-десантных бригад, находившихся в непосредственном подчинении региональных командований, когда эта бригада подчинялась Южному квоенному округу. Также именуется «646-я бригада» (в прошлом «525-я бригада»). Бригада была подчинена, начиная с 2000 года, дивизии «Синай», а в 2020 году передана в состав дивизии «Ха-Базак».

## История

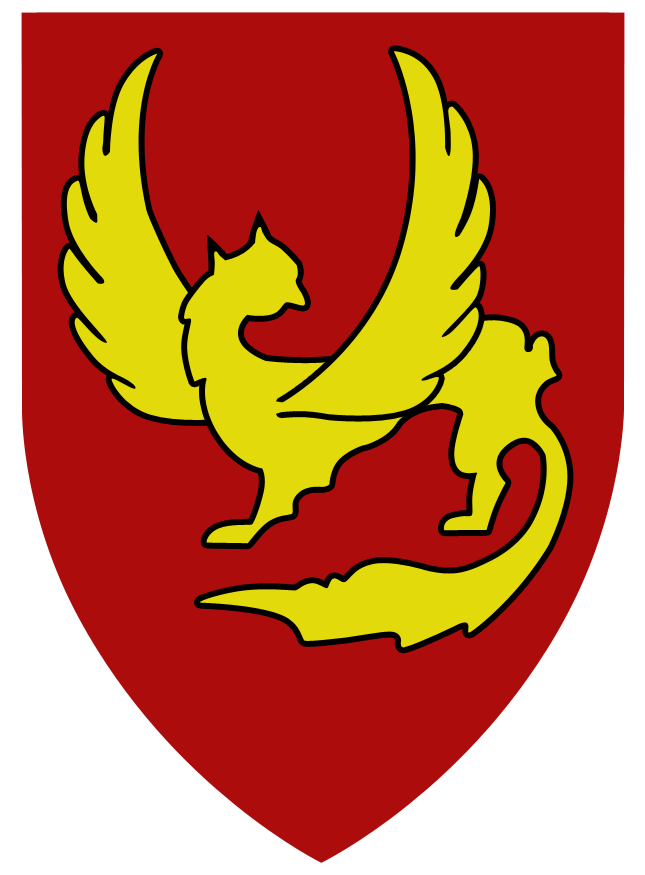
Знак бригады до января 2021 года

Бригада была создана в 1974 году после войны Судного дня. Основой бригады был 48-й батальон, резервный батальон под командованием Шимона Каханера, который был создан в 1970 году и участвовал в Войне Судного дня в боях на Суэцком Канале и в секторе Исмаилия. К нему были добавлены два новых батальона, сформированных на базе ветеранов регулярной парашютно-десантной бригады: 420-й батальон под командованием Михея Бен-Ари и 466-й батальон под командованием Натана Шонери.
Бригада сражалась в Первой ливанской войне под командованием Доби Халмана, в боях за завоевание Тира, Сайды, Алайх и Бахамдона. 420-й батальон под командованием Авнера Хармони, воевал в районе Султан-Якубе в составе бронетанковых частей. В дальнейшем бригада под командованием Авнера Хармони участвовала в оперативной деятельности в Ливане в течение длительного периода присутствия ЦАХАЛа в полосе безопасности. Батальоны бригады на протяжении многих лет также вели постоянную оперативную деятельность в ходе первой интифады и в ходе второй интифады. После реализации плана размежевания бойцы бригады действовали в секторе Газа в ряде рейдов и спецопераций, которые проводил патрульный батальон (6646) бригады. Бригада также участвовала в операции «Литой свинец», а также была подключена к операции «Облачный столп» . В декабре 2012 года бригада получила «награду начальника Генштаба выдающимся подразделениям».